# Vladímir Issàitxev
Vladímir Ievguénievitx Issàitxev (en rus: Владимир Евгеньевич Исайчев, Samara, Districte Federal del Volga, 26 d'abril de 1986) és un ciclista rus, professional des del 2008.
La seva primera victòria com a professional fou en una etapa de la Volta a Suïssa de 2012.

## Palmarès en pista
- 2003
  -  Campió del món júnior en Madison. (amb Mikhail Ignatiev)
  -  Campió del món júnior en Persecució per equips. (amb Mikhail Ignatiev, Anton Mindlin i Kirill Demura)
  -  Campió d'Europa júnior en Persecució per equips, amb Mikhaïl Ignàtiev, Nikolai Trússov i Anton Mindlin.

## Palmarès en ruta
- 2012
  - Vencedor d'una etapa a la Volta a Suïssa.
- 2013
  -  Campió de Rússia en ruta.
- 2015
  - Vencedor d'una etapa a la Volta a Burgos.

### Resultats al Tour de França
- 2011. Abandona. (13a etapa)
- 2014. 157è de la classificació general.

### Resultats al Giro d'Itàlia
- 2009. 164è de la classificació general.

### Resultats a la Volta a Espanya
- 2010. 133è de la classificació general.
- 2013. 131è de la classificació general.
- 2015. No surt. (11a etapa)